# Малая Листовка
Малая Листовка — деревня в Логозовской волости Псковского района Псковской области России.
Расположена на побережье дельты реки Великая, в 12 км к северо-западу от Пскова и в 8 км к северо-западу от Неёлово, примыкая к автодороге Псков — Неёлово — Печки. К западу — деревня Большая Листовка.
| 2001 | 2002 | 2010 | 2012 |
| ---- | ---- | ---- | ---- |
| 95   | ↘93  | ↘53  | ↗99  |